# Jeong Da-hye
Jeong Da Hye (tiếng Hàn Quốc: 정다혜) (sinh ngày 18 tháng 6 năm 1985), còn được biết đến với tên tiếng Trung Quốc đại lục là Trịnh Đa Huệ (tiếng Trung: 郑多惠), là nữ diễn viên người Hàn Quốc.